# Mineola (Texas)
Mineola es una ciudad situada en el condado de Wood, Texas, Estados Unidos. Tiene una población estimada, a mediados de 2024, de 5380 habitantes.

## Geografía
La localidad está ubicada en las coordenadas 32°39′10″N 95°28′49″O / 32.65278, -95.48028 (32.652881, -95.480296). Según la Oficina del Censo, tiene una superficie total de 27.16 km², de los cuales 26.70 km² corresponden a tierra firme y 0.46 km² están cubiertos de agua.

## Demografía
Según el censo de 2020, en ese momento había 4823 personas residiendo en la localidad. La densidad de población era de 180.64 hab./km².
| Raza                   | Núm. | Porc.  |
| ---------------------- | ---- | ------ |
| Blancos                | 3227 | 66.91% |
| Afroamericanos         | 465  | 9.64%  |
| Amerindios             | 39   | 0.81%  |
| Asiáticos              | 31   | 0.64%  |
| De otras razas         | 470  | 9.74%  |
| De una mezcla de razas | 591  | 12.25% |

Del total de la población, el 22.64% eran hispanos o latinos de cualquier raza.